# Euacidalia certissa
Euacidalia certissa là một loài bướm đêm trong họ Geometridae.